# Strijd om de bizon
De strijd om de bizon is het 222ste stripverhaal van Jommeke. De reeks wordt getekend door striptekenaar Jef Nys.

## Personages
In dit verhaal spelen de volgende personages mee:
- Jommeke, Flip, Filiberke, Teofiel, Dikke Springmuis.

## Verhaal
Bij de Propere Voeten wordt een honderd jaar oude zending met whisky afgeleverd. Uit de begeleidende brief blijkt dat de whisky een geschenk is van Buffalo Bill aan de overgrootvader van Dikke Springmuis, in ruil voor het neerschieten van bizons. Dikke Springmuis is diep in zijn eer gekrenkt. Hij wil de bezoedelde naam van zijn indianenstam zuiveren. Trage Voet moet alweer de grote plas over om de bleekgezichten te hulp te roepen. Hopelijk vergeet hij deze keer niet wat hij moet vertellen.

## Achtergronden bij het verhaal
- Het verhaal rond het optreden van Buffalo Bill in het voetbalstadion te Gent. Sedertdien draagt een supporter van de voetbalclub KAA Gent de ludieke bijnaam De Buffalo's.